# Kadkan
Kadkan (farsi کدکن) è una città della shahrestān di Torbat-e Heydariyyeh, circoscrizione di Kadkan, nella provincia del Razavi Khorasan in Iran. Aveva, nel 2006, una popolazione di 3.166 abitanti. 